# Joe Namath
Joseph William Namath (Beaver Falls, Pensilvania, Estados Unidos; 31 de mayo de 1943), más conocido como Joe Namath, es un exjugador profesional de fútbol americano que jugaba en la posición de quarterback.
Jugó a nivel universitario en Alabama, donde fue campeón nacional en 1964. En 1965 fue elegido en las primeras rondas de los Drafts de la NFL y la AFL, decantándose por esta última liga. Namath llevó a los New York Jets a conquistar el único título de Super Bowl que atesora la franquicia neoyorquina en la edición III.
Fue seleccionado para el Salón de la Fama del Fútbol Americano Profesional en 1985.

## Biografía
Joe Namath nació y se crio en Beaver Falls (Pensilvania), una ciudad situada a unos 50 kilómetros al noroeste de Pittsburgh. Sus padres, Rose y János Namath, era de ascendencia húngara. Su abuelo paterno, András Németh, llegó a los Estados Unidos en el año 1911.
Namath fue un destacado jugador de fútbol americano, baloncesto y béisbol en el instituto. Tras graduarse tuvo ofertas de equipos de las Grandes Ligas de Béisbol como New York Yankees, Pittsburgh Pirates, Philadelphia Phillies, Cleveland Indians o Cincinnati Reds, pero optó por continuar su carrera en el fútbol americano. Penn State, Ohio State o Notre Dame se interesaron en él, pero finalmente se decantó por Alabama.

## Carrera

### Universidad
Estudió en la Universidad de Alabama donde jugó bajo las órdenes del legendario entrenador Paul "Bear" Bryant de 1962 a 1964.

#### Estadísticas
| Año   | Equipo  | Partidos | Partidos | Pase | Pase | Pase | Pase   | Pase | Pase | Pase | Carrera | Carrera | Carrera | Carrera |
| Año   | Equipo  | PJ       | PT       | Cmp  | Att  | Pct  | Yardas | TD   | Int  | Rtg  | Att     | Yardas  | Avg     | TD      |
| ----- | ------- | -------- | -------- | ---- | ---- | ---- | ------ | ---- | ---- | ---- | ------- | ------- | ------- | ------- |
| 1962  | Alabama |          |          | 76   | 146  | 52,1 | 1192   | 13   | 8    |      | 70      | 321     |         |         |
| 1963  | Alabama |          |          | 63   | 128  | 49,2 | 765    | 7    | 7    |      | 76      | 201     |         |         |
| 1964  | Alabama |          |          | 64   | 100  | 64,0 | 756    | 5    | 4    |      | 44      | 133     |         |         |
| Total | Total   |          |          | 203  | 374  | 54,3 | 2713   | 25   | 19   |      | 190     | 655     |         |         |

### New York Jets
Namath eligió fichar por los New York Jets, quienes le habían elegido en la primera posición global del Draft de la AFL de 1965. Firmó un contrato por tres años y 427.000 dólares, cifra récord para un jugador de fútbol americano en aquel entonces. En julio de ese año apareció en la portada de Sports Illustrated, lo que hizo que su compañero Sherman Plunkett le apodase Broadway Joe.
En 1968 Namath fue elegido MVP de la AFL tras llevar a los Jets a ser el mejor equipo de la AFL Este con un balance de 11-3. En el AFL Championship Game los noeyorquinos derrotaron a los Oakland Raiders y se clasificaron para la Super Bowl III. A pesar de que su rival, los Baltimore Colts, partían como favoritos, Namath afirmó tres días antes del encuentro: «Vamos a ganar el partido. Lo garantizo». Contra todo pronóstico, los Jets se impusieron 16-7 a los Colts en la que está considerada una de las mayores sorpresas de la historia de la Super Bowl. Namath fue nombrado MVP del partido a pesar de que no anotó ningún touchdown y no lanzó un solo pase en todo el último cuarto.
Contando con una buena aptitud como pasador, en su tercera temporada con los New York Jets (1965 – 1977) alcanzó con sus pases el entonces récord de 4,007 yardas. Aunque su carrera se vio interrumpida en varias ocasiones por diversas lesiones de rodilla, al momento de su retirada había conseguido el récord de más partidos jugados logrando más de 300 yardas de pases.

### Los Angeles Rams
El 12 de mayo de 1977 Namath fichó por Los Angeles Rams.

## Estadísticas

### Temporada regular
| Año   | Equipo | Partidos | Partidos | Pase | Pase | Pase | Pase  | Pase | Pase | Pase | Pase | Carrera | Carrera | Carrera | Carrera |
| Año   | Equipo | PJ       | PT       | Comp | Att  | Pct  | Yds   | Avg  | TD   | Int  | Rate | Att     | Yds     | Avg     | TD      |
| ----- | ------ | -------- | -------- | ---- | ---- | ---- | ----- | ---- | ---- | ---- | ---- | ------- | ------- | ------- | ------- |
| 1965  | NYJ    | 13       | 9        | 164  | 340  | 48,2 | 2220  | 6,5  | 18   | 15   | 68,7 |         |         |         |         |
| 1966  | NYJ    | 14       | 13       | 232  | 471  | 49,3 | 3379  | 7,2  | 19   | 27   | 62,6 |         |         |         |         |
| 1967  | NYJ    | 14       | 14       | 258  | 491  | 52,5 | 4007  | 8,2  | 26   | 28   | 73,8 |         |         |         |         |
| 1968  | NYJ    | 14       | 14       | 187  | 380  | 49,2 | 3147  | 8,3  | 15   | 17   | 72,1 |         |         |         |         |
| 1969  | NYJ    | 14       | 14       | 185  | 361  | 51,2 | 2734  | 7,6  | 19   | 17   | 74,3 |         |         |         |         |
| 1970  | NYJ    | 5        | 5        | 90   | 179  | 50,3 | 1259  | 7,0  | 5    | 12   | 54,7 |         |         |         |         |
| 1971  | NYJ    | 4        | 3        | 28   | 59   | 47,5 | 537   | 9,1  | 5    | 6    | 68,2 |         |         |         |         |
| 1972  | NYJ    | 13       | 13       | 162  | 324  | 50,0 | 2816  | 8,7  | 19   | 21   | 72,5 |         |         |         |         |
| 1973  | NYJ    | 6        | 5        | 68   | 133  | 51,1 | 966   | 7,3  | 5    | 6    | 68,7 |         |         |         |         |
| 1974  | NYJ    | 14       | 14       | 191  | 361  | 52,9 | 2616  | 7,2  | 20   | 22   | 69,4 |         |         |         |         |
| 1975  | NYJ    | 14       | 13       | 157  | 326  | 48,2 | 2286  | 7,0  | 15   | 28   | 51,0 |         |         |         |         |
| 1976  | NYJ    | 11       | 8        | 114  | 230  | 49,6 | 1090  | 4,7  | 4    | 16   | 39,9 |         |         |         |         |
| 1977  | LAR    | 4        | 4        | 50   | 107  | 46,7 | 606   | 5,7  | 3    | 5    | 54.5 |         |         |         |         |
| Total | Total  | 140      | 129      | 1886 | 3762 | 50,1 | 27663 | 7,4  | 173  | 220  | 65,5 | 71      | 140     | 2,0     | 7       |

## Filmografía
| Año  | Película                             | Rol                | Notas                  |
| ---- | ------------------------------------ | ------------------ | ---------------------- |
| 1970 | Norwood                              | Joe                |                        |
| 1970 | C.C. and Company                     | C.C. Ryder         |                        |
| 1971 | The Last Rebel                       | Capitán Hollis     |                        |
| 1979 | Avalanche Express                    | Leroy              |                        |
| 1980 | Marriage Is Alive and Well           | Brian Fish         | Película de televisión |
| 1984 | Chattanooga Choo Choo                | Newt Newton        |                        |
| 1986 | ALF (Serie de Televisión)            | Él mismo           |                        |
| 1991 | Going Under                          | Capitán Joe Namath |                        |
| 1993 | Green Visionary                      | Dwight Galbreath   |                        |
| 2012 | Well Received the Death of an Artist |                    |                        |
| 2013 | Underdogs                            | Él mismo           |                        |
| 2015 | The Wedding Ringer                   | Él mismo           |                        |